# Sainpuits
Sainpuits es una localidad y comuna francesa situada en la región de Borgoña, departamento de Yonne, en el distrito de Auxerre y cantón de Saint-Sauveur-en-Puisaye.

## Demografía
| 699 | 634 | 706 | 742 | 885 | 847 | 927 | 981 | 945 | 899 | 930 | 916 | 879 | 883 | 843 | 752 | 701 | 690 | 686 | 711 | 608 | 568 | 587 | 573 | 557 | 633 | 513 | 574 | 421 | 352 | 321 | 299 | 326 |
| Para los censos de 1962 a 1999 la población legal corresponde a la población sin duplicidades (Fuente: INSEE [Consultar]) |     |     |     |     |     |     |     |     |     |     |     |     |     |     |     |     |     |     |     |     |     |     |     |     |     |     |     |     |     |     |     |     |